# Tachytrechus aldrichi
Tachytrechus aldrichi är en tvåvingeart som först beskrevs av Van Duzee 1929.  Tachytrechus aldrichi ingår i släktet Tachytrechus och familjen styltflugor.
Artens utbredningsområde är Guatemala. Inga underarter finns listade i Catalogue of Life.